# Clarques
Clarques – miejscowość i dawna gmina we Francji, w regionie Hauts-de-France, w departamencie Pas-de-Calais. W 2013 roku jej populacja wynosiła 318 mieszkańców.
W dniu 1 stycznia 2016 roku z połączenia dwóch ówczesnych gmin – Clarques oraz Rebecques – utworzono nową gminę Saint-Augustin. Siedzibą gminy została miejscowość Rebecques.